# Jahodná (montagne)
Pour les articles homonymes, voir Jahodná.
Jahodná (hongrois : Epréstétő) est une colline proche de Košice dans les monts Métallifères slovaques appartenant aux montagnes des Carpates occidentales.

## Sport et loisirs
Une station de sport d'hivers possédant 7 remontées et 3 pistes est reliée par les transports en commun urbains à la ville de Košice.